# Axel Jungk
Axel Jungk (født 13. april 1991) er en tysk skeletonfører.
Han repræsenterede Tyskland under de olympiske vinterlege 2018 i Pyeongchang, hvor han blev nummer 7.